# 1952年2月11日月食
1952年2月11日月食为一次在协调世界时1952年2月11日出現的月偏食。該次月食半影食分為1.205、全影食分為0.088。偏食維持了36分。

## 概述
這次月食的食分是9.60，偏食維持了36分。

## 基本參數
- 類型：月偏食
- 食甚資料：
  - 日期：1952年2月11日
  - 時間：0:39
  - 月球位置：赤經9.60度、赤緯15.2度
  - 食分：半影食分：1.205、全影食分：0.088
  - 持續時間：偏食36分

## 外部連結
- NASA月食專頁（页面存档备份，存于）（英文）